# Barbara Bain
Barbara Bain (n. Mildred Fogel, Chicago, Illinois; 13 de septiembre de 1931) es una actriz estadounidense.

## Biografía
Nacida en el seno de una familia judía, se graduó en Sociología por la Universidad de Illinois. Posteriormente se instala en Nueva York, donde comienza a trabajar como bailarina y modelo de alta costura. Tras su paso por el Actors Studio de Lee Strasberg inicia su carrera como actriz profesional. 
Su trayectoria se ha desarrollado casi en excluiva en televisión, medio en el que debuta a finales de los años cincuenta interviniendo como actriz invitada en varias series de televisión. Así, en los siguientes años actúa episódicamente en producciones como Adventures in Paradise (1960-1961), El Show de Dick Van Dyke  (1963), Ben Casey (1964), Perry Mason (1964) o  El Superagente 86 (1965).
Su verdadero salto a la fama se lo debe al personaje de Cinnamon Carter de la serie Misión imposible, que interpretó entre 1966 y 1969 y que le valió tres Premios Emmy a la Mejor Actriz Protagonista en una serie dramática Su entonces marido, Martin Landau, también era uno de los protagonistas de la serie. Volverían a coincidir en la serie futurista Space: 1999 (1975-1977), en la que Bain dio vida a la Dra. Helena Russell. 
Ha continuado apareciendo asiduamente en televisión, se la ha podido ver en episodios de series como Luz de luna (1985), Murder, She Wrote (1988), Walker, Texas Ranger (1998) o CSI: Crime Scene Investigation.